# Pelegrina kastoni
Espèce
Pelegrina kastoni est une espèce d'araignées aranéomorphes de la famille des Salticidae.

## Distribution
Cette espèce se rencontre au Mexique dans l'État de Chihuahua et aux États-Unis en Arizona et au Nouveau-Mexique,,.

## Description
Les mâles mesurent de 4,1 à 4,5 mm et les femelles de 4,9 à 6,5 mm.

## Étymologie
Cette espèce est nommée en l'honneur de Benjamin Julian Kaston.

## Publication originale
- Maddison, 1996 : Pelegrina Franganillo and other jumping spiders formerly placed in the genus Metaphidippus (Araneae: Salticidae). Bulletin of the Museum of Comparative Zoology, vol. 154, no 4, p. 215-368 (texte intégral).